# Píton-angolana
- Commons

A píton-angolana (Python anchietae) é uma espécie de serpente do gênero píton, que se encontra na Angola e na Namíbia.
O seu nome específico, anchietae, é uma homenagem ao explorador e naturalista português José Alberto de Oliveira Anchieta.

## Descrição
A cobra chega a 1,80 m de comprimento. É uma serpente diurna que se alimenta de pequenas aves e mamíferos. Ela é ovípara e coloca de quatro a cinco ovos, ao nascer são pequenas, com cerca de 45 cm.